# A.C.D. Campodarsego
Associazione Calcio Dilettantistico Campodudego là một câu lạc bộ bóng đá Ý có trụ sở tại Campodudego, Veneto.

## Lịch sử
Đội được thành lập vào năm 1974 với tên AC Reschigliano. Năm 2002, AC Reschigliano, sáp nhập cùng với Hoa Kỳ Campodudego, mang lại sự sống cho đội ACD Alta Padovana. Năm 2007, đội đổi tên thành ACD Campodudego. Vào năm 2015, lần đầu tiên trong lịch sử của đội, đội thăng hạng lên Serie D.

## Màu sắc và huy hiệu
Màu sắc của câu lạc bộ là đỏ và trắng, từ 1974 đến 2002 và từ 2007 đến nay. Từ 2002 đến 2007 màu sắc là đỏ và blu.